# バトラコトキシン
バトラコトキシン（英: batrachotoxin）は、心毒性、神経毒性を持つステロイドアルカロイドの一種である。南米コロンビアのある種のカエル（モウドクフキヤガエル等）から単離された。パリトキシンに次ぐ猛毒であり、現地人の間では古くから矢毒として用いられている。
1969年に構造が決定され、1998年にハーバード大学の岸義人によって母体骨格であるバトラコトキシニンAが全合成された。
数少ない有毒な鳥類として知られるピトフーイは同族塩基ホモバトラコトキシンをもっている。

## 化学
バトラコトキシンの化合物名は、ギリシア語で蛙を意味する「βάτραχος (batrachos)」と毒を意味する「τοξίνη (toxine)」から来ている。極めて強い毒成分を塩基成分として分離、化学的性質を検討したJohn DalyおよびBernhard Witkopによって命名された。強力な毒を扱うこと、そのうえ収集量が極めて少かったため、構造決定は幾多の困難をともなった。後ほどこの研究に加わった徳山 孝（大阪市立大学）は、一成分のバトラコトキシニンAを結晶性誘導体に導いた。この誘導体の単結晶X線解析により、そのステロイド構造が明らかになった。バトラコトキシンとバトラコトキシニンA のマススペクトルを比較して、二つの化合物は同じ塩基性ステロイド構造を共有していること、また、核磁気共鳴スペクトルの解析によりバトラコトキシンはバトラコトキシニンAに一つのピロール環が付加した構造であることが明らかとなった。さらに、バトラコトキシニンA をピロール環部分と化学的に結合させてバトラコトキシンに導いたことにより、その化学構造は確定した。また、付加ピロール環はバトラコトキシン類の毒性に大きく寄与していることも明らかになった。

### 類縁体
- ホモバトラコトキシン、4-ヒドロキシバトラコトキシン